# Denunciante
Denunciante (ou delator)  é toda pessoa, grupo ou organização que, tendo informações sobre um perigo, risco, má conduta ou atividade ilegal de pessoas, grupos ou organizações expõe publicamente essas informações, esperando iniciar um processo de regulação, controvérsia ou mobilização coletiva. Essa exposição pode ser efetuada para a sociedade civil e a opinião pública, bem como diretamente para as autoridades públicas. A má conduta denunciada pode ser desde a inobservância de uma lei ou outro tipo de norma jurídica ou regulamento, como fraudes, violações à saúde e à segurança de outrem, e corrupção, até ameaças ao interesse público e a valores morais. Os denunciantes podem apresentar as suas denúncias internamente (isto é, para pessoas dentro da organização acusada) ou externamente (aos órgãos públicos reguladores, fiscalizadores e policiais, aos meios de comunicação ou a um grupo da sociedade civil comprometido com o assunto).
O conceito de 'denunciante' não se confunde com o de 'informante' ou delator. O denunciante, na maioria das vezes, age de boa fé e boas intenções: não é movido por interesses pessoais e age para divulgar um fato, uma ameaça ao bem comum, ao interesse público ou geral. Muitas vezes, o denunciante assume riscos reais, em nome da causa que pretende defender e difundir, além de muitas vezes enfrentar prejuízos financeiros, ameaças ou mesmo atentados à sua integridade física ou à de sua família, difamação e manobras jurídico-legais (lawfare), entre outras, por ação da organização ou grupo denunciado. O termo 'denunciante' tem sido usado como tradução mais aproximada do inglês whistleblower, que se refere ao  cidadão que faz a denúncia sobre fato criminoso havido em ambiente organizacional - público ou privado -  e  não observado pelas autoridades fiscalizadoras, seja por negligência ou  mesmo  envolvimento das próprias autoridades no delito. 
Portanto uma 'denúncia' pode ser  baseada, no todo ou em parte,  em delação, porém a delação e a denúncia não se confundem. A denúncia refere-se a algo que se sabe ser ilegal ou nocivo à sociedade, a uma organização, grupo ou mesmo a um indivíduo. Para denunciar, não é necessário que se esteja infiltrado entre criminosos. Já a delação pode ser precedida de infiltração de um indivíduo entre criminosos, com a finalidade de buscar provas e testemunhar contra os infratores. Porém, comumente, o delator integra de fato a organização criminosa e, posteriormente, vem a delatar seus pares, a fim de defender interesses pessoais, inclusive  em processos judiciais, quando a delação pode ser usada como uma estratégia de defesa, a fim de obter  redução da pena ou  condições mais brandas de detenção, tais como  (substituição do encarceramento pela prisão domiciliar etc.). Nesse caso, trata-se da chamada delação premiada, que alguns juristas equiparam às confissões obtidas mediante tortura. No Brasil, tende a se fixar a jurisprudência de que uma denúncia não pode ser fundamentada exclusivamente em delação premiada.  Questões sobre a legitimidade das denúncias, a responsabilidade moral das denúncias  e a apreciação das denúncias pelas instituições fazem parte do campo da ética do Direito. 
Diferentemente do que ocorre no Brasil, em outros países são comuns as ofertas de grandes recompensas, baseadas tanto na recuperação de ativos quanto na aplicação de multas, em troca de denúncias. O Congresso dos Estados Unidos, por exemplo, criou o Whistleblower Program,  livremente traduzido como 'Programa do Denunciante', em 21 de julho de 2010, através da seção 922 do ato Dodd-Frank. Tal programa chegou a anunciar, em julho de 2017, dois prêmios, sendo um de 1,7 milhão e outro de 2,5 milhões de dólares,  para o servidor público que oferecesse,  à Comissão de Títulos e Câmbio dos Estados Unidos, denúncia capaz de suscitar uma investigação.
Também a Commodity Futures Trading Commission (CFTC), agência federal norte-americana que regula o mercado de commodities, oferece  ao denunciante que der ensejo a uma ação que resulte em mais de 1 milhão de dólares, em multas, uma quantia correspondente a até 30% sobre o valor de cada sanção penal aplicada. O capítulo 165 - Regras do denunciante, da norma 17 do Código de Regulamentos Federais, regulamenta o Commodity Exchange Act.

## No Brasil
No Brasil, são aplicáveis normas internacionais que protegem o trabalhador público ou da iniciativa privada contra represálias de seus superiores por atos de denúncia. Trata-se da Convenção de Combate à Corrupção de Funcionários Públicos Estrangeiros em Transações Comerciais Internacionais da Organização para a Cooperação e Desenvolvimento Económico, firmada em 1997 e promulgada no Brasil em 2000, e da Recomendação Anticorrupção do Conselho para o Combate à Corrupção em Transações Comerciais Internacionais, de 2009.
Outras normas internacionais aplicáveis no Brasil são a Convenção Interamericana contra a Corrupção (ou Convenção de Caracas), de 1996 (Organização dos Estados Americanos), e a Convenção das Nações Unidas contra a Corrupção (ou Convenção de Mérida), de 2003 (Organização das Nações Unidas).
Além disso, a Lei de Acesso à Informação - LAI, de 2011, alterou o estatuto dos servidores públicos federais para isentá-los de qualquer punição pelo ato de fazerem denúncia de crimes ou de atos de improbidade administrativa. Há controvérsias a respeito das alterações promovidas pela LAI, no entanto, e o especialista em inteligência estratégica Jacinto Murowaniecki, autor do indexador Duraverum e, ele próprio, um denunciante, tendo sido vítima de assédio moral por tal atuação, considera esses mesmos dispositivos legais como uma armadilha. Outros diplomas legais brasileiros que se referem ao dever de denunciar e à proteção do denunciante são os seguintes: Código de Processo Penal, Lei da Ação Civil Pública, Lei de Improbidade Administrativa, Lei da Ação Popular, Lei do Abuso de Autoridade, Lei Orgânica do Tribunal de Contas da União e Lei de Proteção às Testemunhas.

## Alguns denunciantes famosos

### Alemanha
- Herbert von Bose

### Austrália
- Alan Parkinson

### Bielorrússia
- Yuri Bandazhevsky

### Canadá
- Alan Cutler
- Nancy Olivieri
- Shiv Chopra

### China
- Li Wenliang

### Estados Unidos
- Allen Mosbaugh
- Arnold Gundersen
- Cate Jenkins

Mark Felt (Deep Throat), whistleblower do caso Watergate.

- Chelsea Manning (anteriormente Bradley Manning)
- Courtland Kelley
- Daniel Ellsberg
- David Franklin
- David Lewis (microbiologista)
- Diann Shipione
- Edward Snowden [10]
- Elyse Osterweil, Martin Phillips, Sarah Gallagher e William Irwin (EPA)
- Erin Brockovich
- Frank Serpico
- George Galatis
- Gerald W. Brown
- Gregory C. Minor, Richard B. Hubbard, e Dale G. Bridenbaugh (Os 3 da GE)
- Howard Samuel Nunn
- Jane Turner
- Jeffrey Wigand
- Joe Darby
- Joseph Macktal
- Julian Assange
- Karen Silkwood
- Linda Mitchell
- Martha Mitchell [11]
- Mark Klein
- Marvin Hobby
- Peter Buxtun
- Peter Rost
- Reality Winner
- Renee Dufault
- Richard Levernier
- Roger Wensil
- Ronald J. Goldstein [12]
- Ruth Etzel [13]
- Sherron Watkins
- Sibel Edmonds
- Stefan P. Kruszewski
- Vera English
- W. Mark Felt (Garganta Profunda)
- William Marcus

### Federação Russa
- Sergei Magnitsky

### Filipinas
- Marlene Garcia-Esperat

### Irão
- Ramin Pourandarjani
- Hussein Ali Montazeri [14]

### Israel
- Anat Kamm
- Mordechai Vanunu

### Japão
- Aaron Westrick

### Polónia
- Jan Karski

### Portugal
- Rui Pinto

### Reino Unido
- Kathryn Bolkovac

### Suiça
- Christoph Meili
- Rudolf Elmer
- Stanley Adams

### URSS
- Vladimir Bukovsky